# Jörg Jüttner
Georg „Jörg” Jüttner (ur. 16 września 1941 we Vrbnie pod Pradědem) – niemiecki lekkoatleta, sprinter i skoczek w dal. W czasie swojej kariery reprezentował Republikę Federalną Niemiec.
Był wszechstronnym lekkoatletą. Wystąpił we wspólnej reprezentacji Niemiec na igrzyskach olimpijskich w 1964 w Tokio, gdzie odpadł w półfinale biegu na 400 metrów, a niemiecka sztafeta 4 × 400 metrów w składzie: Jüttner, Hans-Ulrich Schulz, Johannes Schmitt i Manfred Kinder zajęła w finale 5. miejsce.
Na pierwszych europejskich igrzyskach halowych w 1966 w Dortmundzie jako reprezentant RFN zdobył złoty medal w sztafecie 4 × 2 okrążenia (w składzie: Jüttner, Rainer Kunter, Hans Reinermann i Jens Ulbricht).
Jüttner był mistrzem RFN w skoku w dal w 1965 oraz wicemistrzem w tej konkurencji w 1966, a także brązowym medalistą w biegu na 400 metrów w 1964. Był również halowym mistrzem w biegu na tym dystansie w latach 1964–1966 oraz w skoku w dal w 1965.